# تپه گورستان روستای چوزه
تپه قبرستان روستای چوزه مربوط به دوران‌های تاریخی پس از اسلام است و در شهرستان تاکستان، روستای چوزه واقع شده و این اثر در تاریخ ۱۰ مهر ۱۳۸۰ با شمارهٔ ثبت ۴۱۵۰ به‌عنوان یکی از آثار ملی ایران به ثبت رسیده است.